# Ujutnyj (obwód rostowski)
Ujutnyj (ros. Уютный) – chutor w Rosji, w obwodzie rostowskim, w rejonie proletarskim. W 2021 liczył 1451 mieszkańców.